# Turza (województwo wielkopolskie)
Turza – wieś pałucka w Polsce położona w województwie wielkopolskim, w powiecie wągrowieckim, w gminie Damasławek.
Wieś duchowna, własność opata cystersów w Wągrowcu pod koniec XVI wieku leżała w powiecie kcyńskim województwa kaliskiego. W latach 1975–1998 miejscowość położona była w województwie pilskim.

## Historia

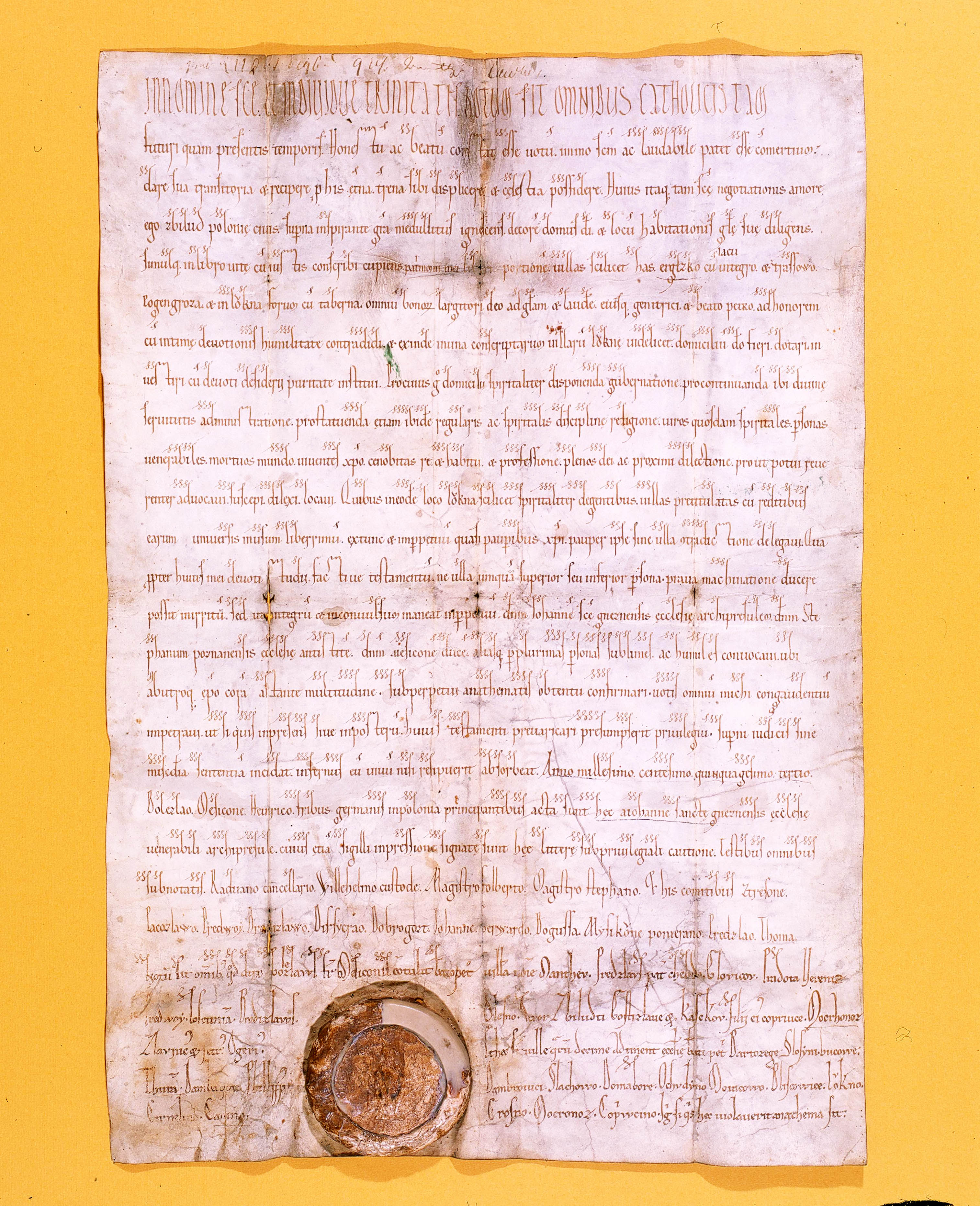
Dokument z 1154 Zbiluta (z rodu Pałuków) obywatela polskiego (“Poloniae civis”) notujący Turza jako Thuran.

Po raz pierwszy miejscowość wymieniona została w dokumencie z 1154 Zbiluta (z rodu Pałuków) obywatela polskiego (“Poloniae civis”), w którym zanotowana została jako Thuran.

## Urodzeni w Turzy
- Leon Płotka – polski duchowny katolicki, działacz społeczny[5].
- Sylwester Machnikowski – polski historyk, nauczyciel, dziennikarz, społecznik i regionalista, specjalizujący się w historii Ziemi Leszczyńskiej i Ziemi Wschowskiej. Korporant, członek Korporacji Akademickiej Lechia[6].